# The Red Mark
The Red Mark è un film muto del 1928 diretto da James Cruze.

## Trama
Nella colonia penale di Noumea, il boia De Nou si innamora della bella Zelie che, invece, ama un piccolo criminale, Bibi-Ri, un borseggiatore. Quando Bibi-Ri viene a sapere del rivale, si spaventa e chiede all'innamorata di entrare in convento per salvare le vite di entrambi. Ma Zelie rifiuta.
Bibi-Ri uccide durante una lotta Bombiste, uno degli aiutanti del boia: arrestato, viene condannato alla decapitazione. Davanti a morte certa, il giovane diventa coraggioso e attua un piano per salvare la sua ragazza, mandandola sulla terra ferma. Quando la sentenza sta per essere eseguita, il boia scopre sul collo di Bibi-Ri una voglia rossa che gli rivela che quello che sta per uccidere non è nient'altro che il figlio perduto che ha cercato di ritrovare tutti quegli anni.
De Nou crolla e il giovane - libero - può andare a ricongiungersi con la sua amata.

## Produzione
Il film fu prodotto dalla James Cruze Productions

## Distribuzione
Distribuito dalla Pathé Exchange, il film uscì nelle sale cinematografiche USA il 26 agosto 1928